# ونگ این اینکرایس
ونگ این اینکرایس (به آلمانی: Weng im Innkreis) یک منطقهٔ مسکونی در اتریش است که در برونو آم این واقع شده‌است. ونگ این اینکرایس ۲۱٫۳۴ کیلومتر مربع مساحت دارد ۳۷۰ متر بالاتر از سطح دریا واقع شده‌است.